# Barierka

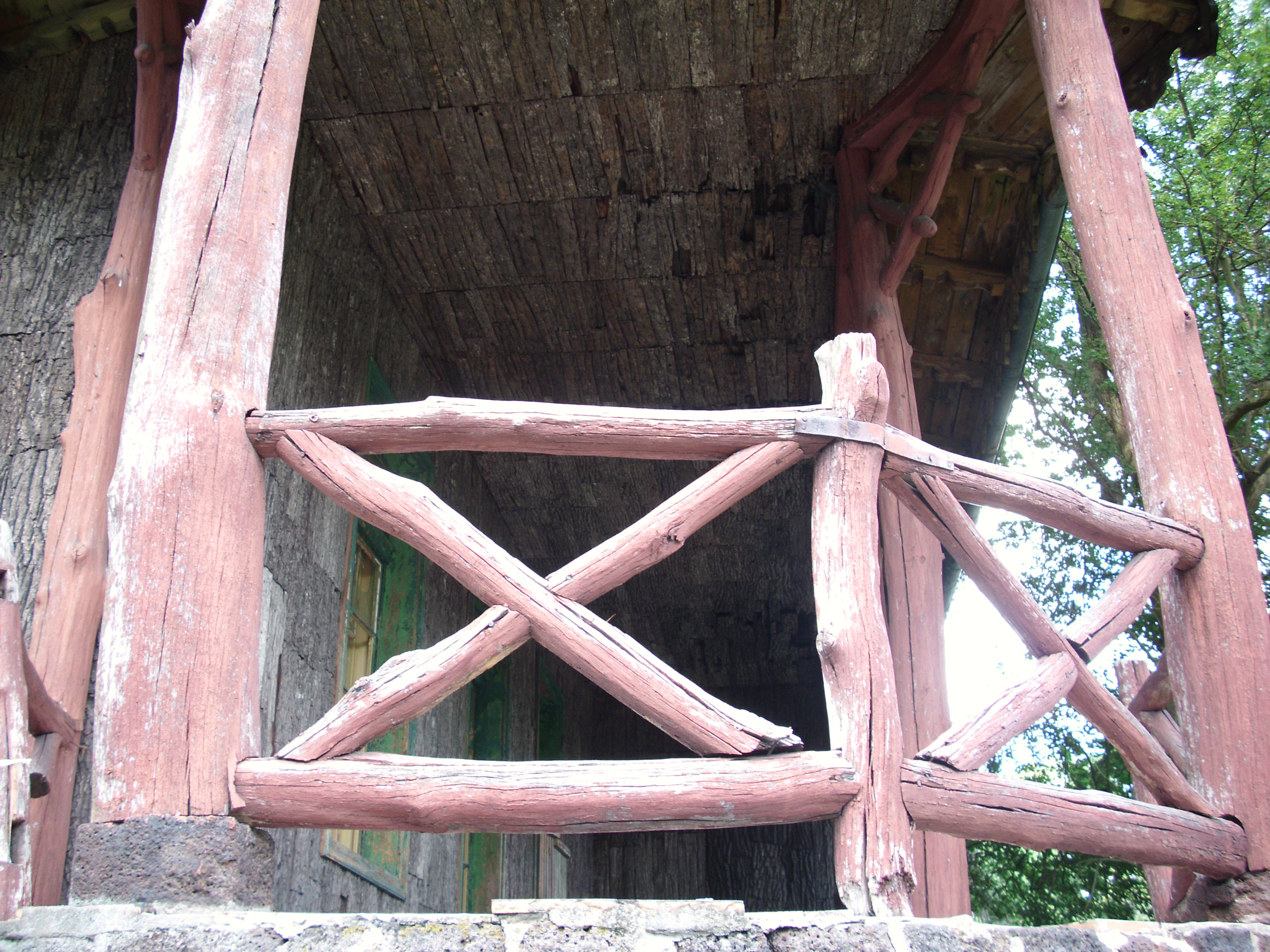
Barierka drewniana

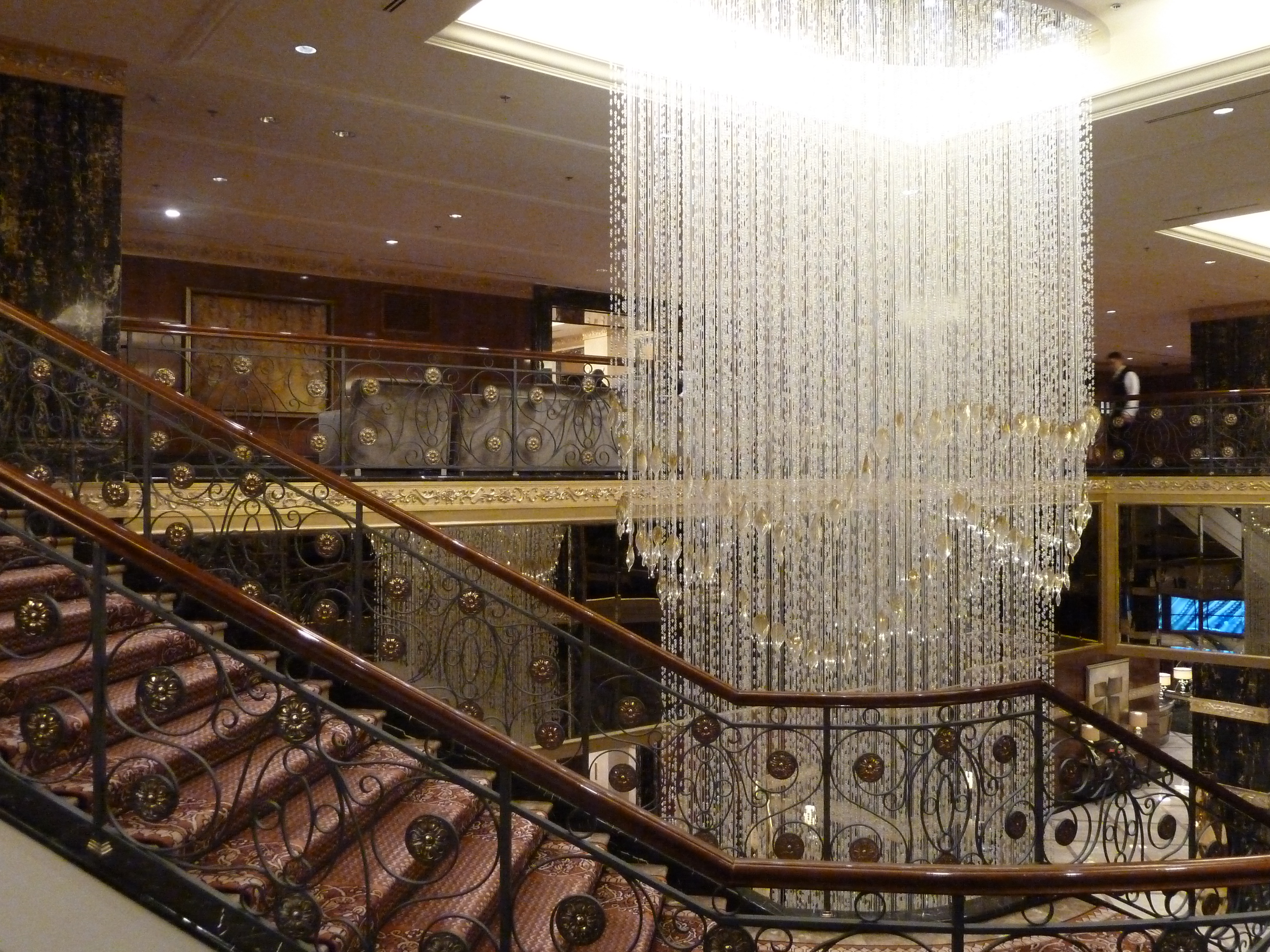
Barierka schodowa

Barierka (balustrada, poręcz) – ścianka składająca się z tralek połączonych od góry poręczą. Najczęściej stosowana jako zabezpieczenie balkonów (balustrady balkonowe), okien (zabezpieczenie okienne), schodów (balustrada schodowa). Potocznie inne znaczenie płotu.

## Rodzaje barierek
Barierki mogą przybierać różne formy, wśród najczęściej stosowanych wyróżnia się:
- Barierki z wypełnieniem prętami poziomymi lub pionowymi – w przypadku montowania barierek w domach jednorodzinnych, minimalna wysokość mierzona od góry poręczy powinna wynosić 90 centymetrów. Z kolei w budynkach użyteczności publicznej, szkołach, ośrodkach zdrowia poręcz barierki powinna wynosić co najmniej 110 cm wysokości, natomiast maksymalny prześwit pomiędzy prętami wypełniającymi barierkę nie może być większy niż 12 centymetrów. W domach jednorodzinnych przepisy nie regulują maksymalnej szerokości pomiędzy poszczególnymi prętami.

- Barierki całoszklane – powinny być skonstruowane ze szkła hartowanego klejonego o minimalnej grubości 17,52 mm. W momencie rozbicia szkła pękają na małe, nieostre kawałki, które nikogo nie poranią. Aby zagwarantować maksymalny poziom bezpieczeństwa przy konstruowaniu należy przestrzegać ściśle norm i przepisów prawa budowlanego.

- Barierki z wypełnieniem linkami stalowymi – elementem wypełniającym są stalowe linki, połączone z górną poręczą.